# سویچی یوشیدا (بازیکن هندبال)
سویچی یوشیدا (انگلیسی: Shuichi Yoshida؛ زادهٔ ۲۶ مارس ۲۰۰۱) بازیکن هندبال اهل ژاپن است.